# Partido Conservador Social Cristiano
El Partido Conservador Social Cristiano (PCSC) fue un partido político de centro chileno fundado en 1949 al dividirse el Partido Conservador en dos fracciones.

## Historia

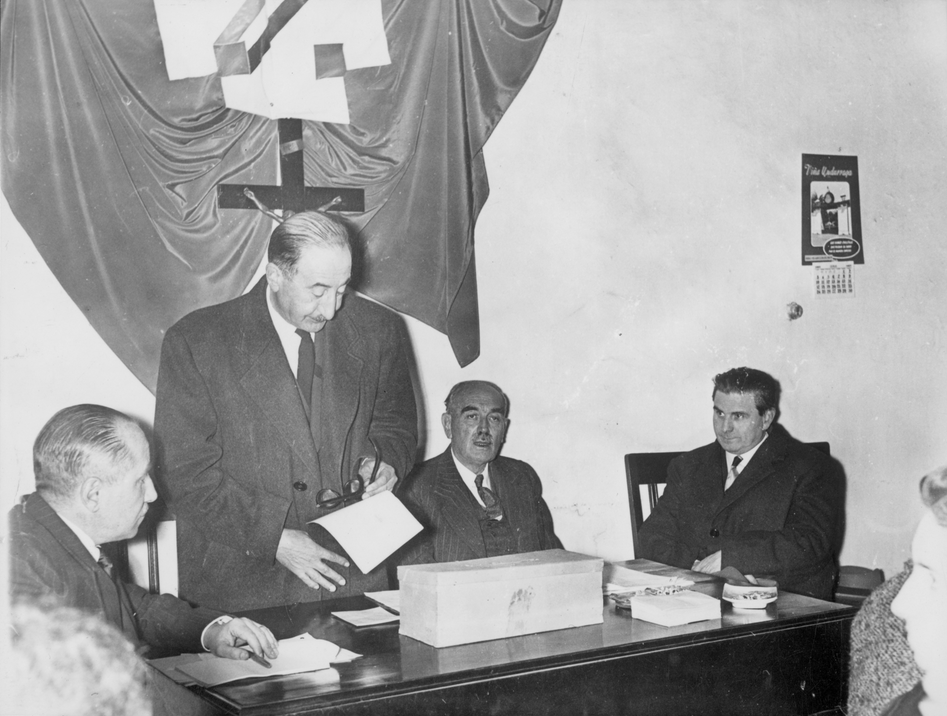
Constitución del partido.

En 1948 el presidente radical Gabriel González Videla promulgó la denominada Ley de Defensa Permanente de la Democracia, que en términos generales tuvo como fin proscribir la libre participación política del Partido Comunista de Chile. Dicha medida provocó dos corrientes al interior del Partido Conservador, agrupadas en dos sectores: «tradicionalista», que apoyó la ley, y «conservador social cristiano», que estaba en contra.
A pesar de los intentos de la junta ejecutiva del partido por evitar la división mediante una «mesa de Conciliación», finalmente el grupo opositor a las medidas restrictivas hacia los comunistas —liderado por Horacio Walker Larraín y Eduardo Cruz-Coke— formó el Partido Conservador Social Cristiano el 15 de mayo de 1949.
Los «tradicionalistas» y «social cristianos» disputaron el nombre histórico del Partido Conservador; a pesar de que la Dirección del Registro Electoral, mediante una resolución emitida el 27 de diciembre de 1949, había reconocido a los primeros el mejor derecho de uso del nombre, finalmente el Tribunal Calificador de Elecciones, a través de un recurso de queja acogido el 12 de enero de 1950, se lo otorgó a los segundos. Sin embargo, siguieron identificándose para fines electorales como Partido Conservador Social Cristiano.
El partido celebró su XV Convención Nacional —continuando con la numeración de las convenciones del Partido Conservador hasta antes de su división— el 2, 3 y 4 de noviembre de 1951. En dicho evento fue presentada la candidatura presidencial del presidente del partido, el senador Manuel Muñoz Cornejo. Posteriormente, esta candidatura fue retirada y se acordó el apoyo al candidato radical Pedro Enrique Alfonso. El 21 de junio de 1953 el PCSC reeligió a Jorge Mardones Restat como su presidente.
En las elecciones parlamentarias de marzo de 1953 obtuvo un senador y dos diputados electos, quienes posteriormente se unieron a las filas del grupo «tradicionalista», que conformó el Partido Conservador Unido. Los social cristianos restantes formaron parte de la Federación Social Cristiana entre 1955 y 1957. El PCSC realizó su XVI Convención Nacional del 11 al 13 de septiembre de 1953, en la cual el partido se declaró como «anticapitalista» y «antimarxista». La XVII Convención General se realizó del 15 al 17 de junio de 1956 en el palacio del Congreso Nacional.
En las elecciones parlamentarias de 1957 lograron elegir un diputado pero ningún senador. El 28 de julio de 1957 se fusionó con la Falange Nacional para formar el Partido Demócrata Cristiano; el presidente del PCSC al momento de su fusión era Pablo Larraín Tejeda. Los miembros del partido que se opusieron a la fusión ingresaron al Partido Social Cristiano.

## Resultados electorales

### Elecciones parlamentarias
|  | 21,50 % |

|  | 22,28 % |

|  | 4,74 % |

|  | 5,58 % |

|  | 3,83 % |

### Elecciones municipales
|  | 13,72 % |

|  | 6,00 % |

|  | 3,74 % |